# Ian Byrne (homme politique)
Pour les articles homonymes, voir Ian Byrne et Byrne.
Ian Robert Byrne (né le 10 mai 1972) est un homme politique du parti travailliste britannique. Il est député de Liverpool West Derby depuis 2019.

## Jeunesse et carrière
Byrne grandit sur le domaine de Stockbridge Village (anciennement Cantril Farm) à Liverpool. À l'âge de 17 ans, il est présent à la catastrophe d'Hillsborough et s'est échappé avant l'écrasement, mais son père est gravement blessé.
Il travaille comme chauffeur de taxi tout en étudiant à l'Open University et en obtenant un diplôme en six ans. Il est un membre actif du syndicat Unite, où il obtient par la suite un emploi de permanent syndical auprès des travailleurs du NHS sous-traités.
En 2015, Byrne cofonde Fans Supporting Foodbanks, une initiative communautaire de fans de football pour lutter contre la pauvreté alimentaire à Liverpool. Avant de devenir député, il travaille avec Dan Carden dans la circonscription voisine de Liverpool Walton.

## Carrière politique
En 2018, Byrne est élu conseiller du conseil municipal de Liverpool, représentant le quartier d'Everton aux côtés de Jane Corbett du Labour et de Frank Prendergast. Il continue de servir en tant que conseiller local, faisant don de son allocation de conseiller au Vauxhall Law Center.
Le 3 novembre 2019, Byrne est sélectionné comme candidat travailliste pour Liverpool West Derby, après que l'ancien député travailliste Stephen Twigg ait annoncé qu'il se retirerait aux élections générales de 2019. Le 12 décembre 2019, Byrne est élu avec 34117 voix, soit 77,6% des voix.
Byrne est à gauche du Parti travailliste et est un partisan de la direction de Jeremy Corbyn. Il est membre du groupe de campagne socialiste et soutient ses collègues du groupe de campagne Rebecca Long Bailey et Richard Burgon lors de l'Élection à la direction du Parti travailliste britannique de 2020 et de l'élection de la direction adjointe.
Pendant la Pandémie de Covid-19, Byrne travaille avec Fans Supporting Foodbanks pour intensifier la distribution de nourriture à Liverpool et coordonner les efforts locaux pour produire des équipements de protection individuelle pour les agents de première ligne du NHS et des soins .